# Génova (kommunhuvudort)
Génova är en kommunhuvudort i Guatemala.   Den ligger i departementet Departamento de Quetzaltenango, i den sydvästra delen av landet, 140 km väster om huvudstaden Guatemala City. Génova ligger 352 meter över havet och antalet invånare är 3 744.
Terrängen runt Génova är kuperad österut, men västerut är den platt. Runt Génova är det tätbefolkat, med 319 invånare per kvadratkilometer. Närmaste större samhälle är Coatepeque, 9,9 km norr om Génova. I omgivningarna runt Génova växer huvudsakligen savannskog.